# Anna Świrszczyńska
Anna Świrszczyńska (Varsovia, 7 de febrero de 1909-Cracovia, 30 de septiembre de 1984) fue una poeta polaca. Su apellido en algunas ediciones fuera de Polonia se ha simplificado a Swir. La obra de Świrszczyńska aborda temáticas muy variadas, incluidas las referencias autobiográficas a sus experiencias durante la Segunda Guerra Mundial, la maternidad, el cuerpo femenino y la sensualidad. 
Nació y creció en Varsovia, dentro de una familia humilde de artistas. Comenzó a publicar sus poemas en la década de 1930. Durante la ocupación nazi de Polonia participó en la Resistencia polaca y publicó poemas en revistas clandestinas. En esos momentos, conoció al también poeta Czesław Miłosz. En el Alzamiento de Varsovia de 1944 colaboró como enfermera. Estas experiencias durante la guerra se reflejan en su obra Budowałam barykadę  (Levantando la barricada, 1974), donde describe el dolor y el sufrimiento de aquel tiempo. También ha escrito con gran sinceridad acerca del cuerpo femenino durante distintas etapas de su vida. Fuera de Polonia su obra se ha difundido especialmente gracias a las traducciones al inglés que realizaron conjuntamente Miłosz y Leonard Nathan.

## Adaptación musical
El compositor Luis de Pablo estrenó en 2019 la Cantata femenina Anna Swir, basada en varios poemas de esta autora.